# Flamenco

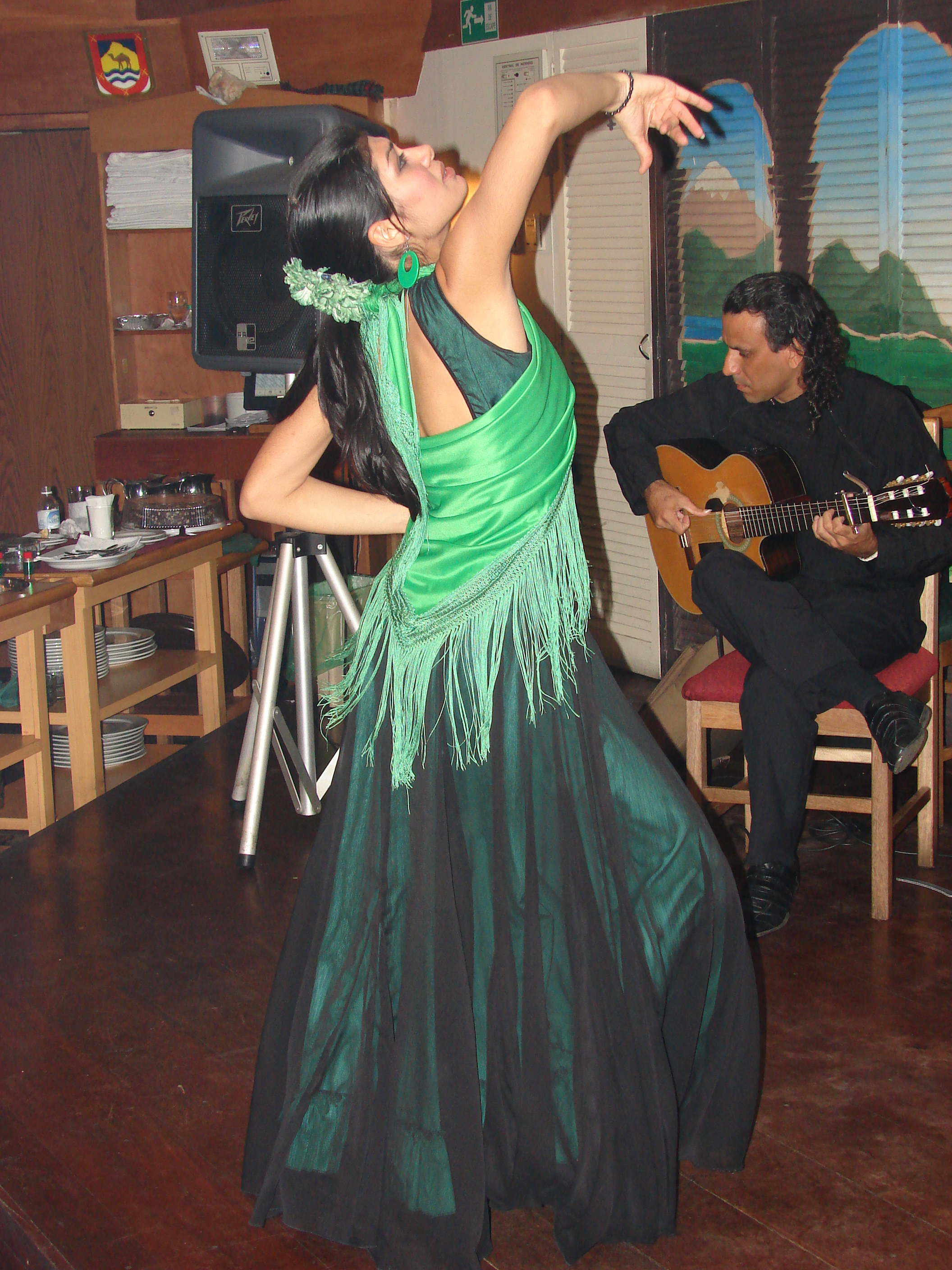
Dansatoare de flamenco

Flamenco este un gen muzical, care a apărut și s-a dezvoltat în Spania, preponderent în regiunea Andaluzia.
Originile sale sunt misterioase. A apărut în secolul al XVIII-lea, dar unii cercetători susțin că își are originile în secolul al XVI-lea. Deși este o formă de artă a țiganilor din Andaluzia, a fost rezultatul multor inflențe, inclusiv al cântărilor liturgice bizantine și musulmane, precum și al celor din sinagogile evreiești.
Acest gen e caracterizat de o ritmicitate pronunțată, fiind folosite castaniete, și adesea cântecele flamenco sunt însoțite de dansul flamenco. Deși regiunea de origine a flamenco-ului este considerată Andaluzia, regiunile Extremadura și Murcia au contribuit la dezvoltarea câtorva forme muzicale. Rădăcinile flamenco nu sunt cunoscute cu precizie, însă adesea sunt citate influențe din cultura islamică, sefardă, romă, alături de cultura locală andaluză.
Influențele latino-americane și în special cele cubaneze au contribuit de asemenea la formarea câtorva subgenuri.
Flamencoul face parte din patrimoniul cultural imaterial al UNESCO din anul 2010.